# Concerts in the Sun
Concerts in the Sun è un album live di Cal Tjader, pubblicato dalla Fantasy Records nel 2002, esclusivamente su CD. Il disco fu registrato dal vivo nelle date e nei luoghi indicati nella lista tracce. Le incisioni erano rimaste inedite fino a quell'anno.

## Tracce
1. Love for Sale – 5:11 (Cole Porter) – Registrato il 7 ottobre 1960 a Honolulu (Hawaii)
2. Goodbye – 4:39 (Gordon Jenkins) – Registrato il 7 ottobre 1960 a Honolulu (Hawaii)
3. Raccoon Straits – 5:59 (Cal Tjader) – Registrato il 7 ottobre 1960 a Honolulu (Hawaii)
4. Walkin' with Wally – 7:14 (Lonnie Hewitt) – Registrato il 27 maggio 1960 a Santa Monica (California)
5. My Romance – 5:09 (Lorenz Hart, Richard Rodgers) – Registrato il 27 maggio 1960 a Santa Monica (California)
6. Sigmund Stern Groove – 5:28 (John Mosher) – Registrato il 27 maggio 1960 a Santa Monica (California)
7. Cubano Chant – 4:26 (Ray Bryant) – Registrato il 7 ottobre 1960 a Honolulu (Hawaii)
8. Afro Blue – 5:03 (Mongo Santamaría) – Registrato il 7 ottobre 1960 a Honolulu (Hawaii)
9. Tumbao – 5:43 (Cal Tjader) – Registrato il 7 ottobre 1960 a Honolulu (Hawaii)
10. Day in - Day Out – 4:54 (Rube Bloom, Johnny Mercer) – Registrato il 27 maggio 1960 a Santa Monica (California)

## Musicisti
Cal Tjader Septet
Brani 1, 2, 3, 7, 8 & 9
- Cal Tjader  - vibrafono
- Tony Terran  - tromba
- Modesto Briseno  - flauto, sassofono alto
- Eddie Cano  - pianoforte
- Victor Venegas - contrabbasso
- Willie Bobo  - batteria, percussioni
- Mongo Santamaría  - congas

Cal Tjader Quartet
Brani 4, 5, 6 & 10
- Cal Tjader  - vibrafono
- Eddie Coleman  - contrabbasso
- Willie Bobo  - batteria, timbales
- Mongo Santamaría  - congas, bongos